# 習近平南巡
習近平南巡，是指中共中央總書記、中共中央軍委主席習近平在2012年12月甫上任後即南下巡視廣東等地的五天行程事件。習近平在行程中多次釋放強調「力推改革堅持開放」，並形容改革開放是「決定中國命運的關鍵一招」。習近平南巡行經路線，和20年前的1992年1月鄧小平南巡路線中的广东段大致相同，由被認為是中共改革派的中共中央政治局委員汪洋陪同，並親訪鄧南巡時期的地方老幹部，也被媒體稱為「新南巡」。
相異於前任胡錦濤2002年12月就任中共中央總書記後，選擇國共戰爭最後階段「指揮所」河北省西柏坡為首個出巡地點，習近平第一站選擇改革開放重地廣東省深圳等地，而非習曾待過6年的中共革命重地延安，外媒對此高度關注。習近平的父親習仲勛在改革開放之初亦曾經擔任過中共廣東省委第一書記。
2018年10月22日，港珠澳大桥开通之际，习近平来到珠海市，时隔6年第二次来到广东考察。

## 行程

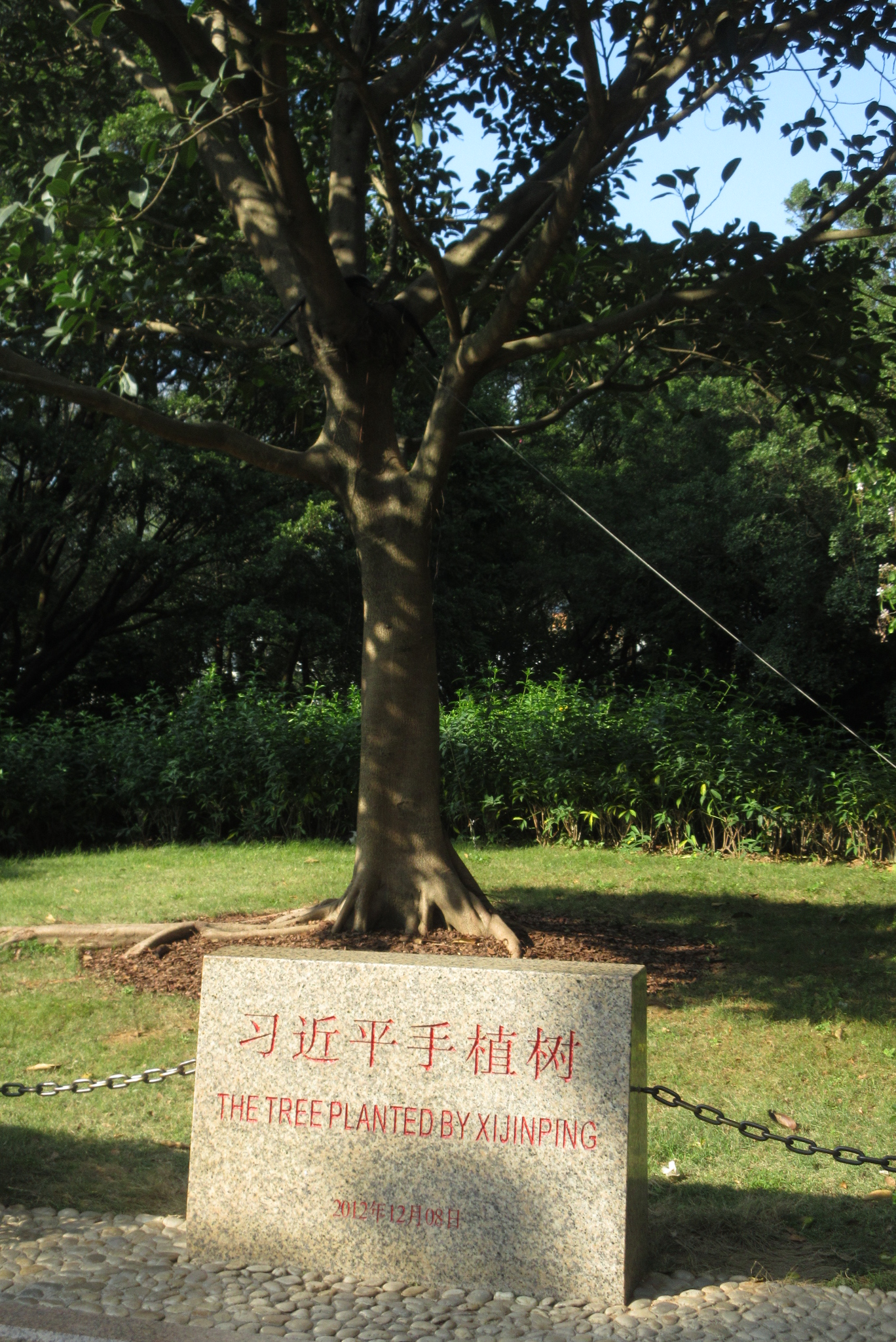
习近平南巡期间在莲花山种下的高山榕

此南巡廣東行程5天，自12月7日至11日，包括深圳、珠海、順德、廣州、惠州等地。
| 日期                      | 公開行程 |
| ------------------------- | --- |
| 12月7日－8日 深圳经济特區 | - 視察前海合作區、騰訊企業 - 探訪漁民村，鼓勵村民堅定改革開放決心 - 蓮花山向鄧小平銅像敬獻花籃 - 探望定居深圳的母親齊心 |
| 12月8日－9日 珠海经济特區 | - 視察橫琴開發區並聽取匯報                                                                                              |
| 12月9日上午 順德          | - 順德廣東工業設計城 - 走訪黃龍村贫困户                                                                                 |
| 12月9日下午 廣州          | - 主持經濟工作座談會，強調增強憂患意識。                                                                                |
| 12月10日上午 惠州         | - 視察廣州軍區惠州當地駐軍 - 考察惠州仲愷高新技術區                                                                     |
| 12月11日上午 廣州         | - 考察越秀區東濠涌河流綜合治理情況                                                                                      |

在参观访问过程及会议中，习近平多次强调要坚持改革开放正确方向。

## 中国大陆媒体报道
在此次南巡中，中国官方媒体着重宣传习近平的亲民形象，如在部队中与一般士兵同吃饭、在广州与市民亲近、只有几辆警车护卫没有骚扰民众等。
在习近平南巡期间及结束后不久的一段时间内，腾讯新闻等大陆新闻网站在首页位置显示重庆公安平反、王立军在重庆期间的不良记录，文强儿子的访谈等关于重庆的报导。
南巡啟動前不久，新浪微博出現「學習粉絲團」神秘帳號（2012年11月21日開通，2013年2月11日關閉，背後操控人為张洪铭），以「平大大」稱呼習近平，準確預報、記錄南巡每一行程，且總比中共官方媒體快一步發佈，甚至貼出習近平與家人早年照片。而后据华盛顿邮报转发北京的报道，“学习粉丝团”的博主是一名普通的打工者。后来一名女性因为在“学习粉丝团”微博上留言嘲弄而被捕。中新社11日采访北京相关专家，专家表示习近平这次广东考察既有象征性，又有实质性，其意义不亚于1992年邓小平南巡。
中國官方新華社在南巡結束後12日首次報導行程，指這是習近平向全中國發出深化改革開放新的宣言書、動員令。
《博客天下》杂志在2013年1月中旬发文透露陪同习近平南巡的四位广东老干部的谈话，梁广大在同习近平的谈话中反复引用邓小平1992年南巡与他交流的内容，他提到邓小平1992年说过的一句话：“中国不搞改革开放，只有死路一条。”陈开枝说：“邓小平反复对领导干部说了一个意思，‘谁不坚持改革开放，谁就没有好下场。’他又跟群众反复说了一句话，‘谁不坚持改革开放，你们要把他们打倒’。他还对攻击改革开放、攻击特区的反对派说了一句，‘他们都在放屁’。”

## 外媒觀察
- 紐約時報12月9日報導認為，在18大權力交接前幾個月，有廣泛呼聲（包括習近平身邊的人）呼籲習採納更自由經濟政策、甚至嘗試更多政治開放，以此延續共產黨維持統治。儘管習近平在過去仕途上一直小心遮蓋他的想法，但深圳之行是「習可能支持更開放政策的一個最強烈信號」。此外，習在11月29日參觀民族復興「中國之夢」展覽之後的講話則發出強烈的民族主義傾向的信號。自由政治分析家李偉東表示「這意味著他（習）有意把改革作為首要任務。」但李也謹慎提出鄧小平、胡錦濤的前例對比，他認為，鄧小平1992年南巡後的所謂改革「結果證明是假的」，因為中國的繁榮……導致普遍腐敗和以犧牲私營企業為代價的國營企業擴張。當胡錦濤2002年出任總書記時，被許多人視為潛在的改革者，但十年任期充滿保守政策；且在胡上任後首次視察，去的是中共革命聖地西柏坡。[23]
- 法新社12月10日報導，分析人士指出，深圳行向外界發出改革明確信號。並引述深圳大學教授黃偉平的談話，習近平選擇現在視察深圳是因為「他知道中國正在經歷一場重大危機，而危機總是會推動進一步的改革。」[24]
- 彭博社12月11日評論，鄧小平南巡刺激了中國對外開放，習近平廣東之行可能顯示，習在任期內將效法鄧小平的執政思路。報導援引新加坡國立大學政治學教授黃靖的話說，「現在是提醒人們，中國只有繼續實行鄧小平式的改革，才能摸到下一塊石頭從而走過河去的時候了。」黃靖說「中國現在已經在河中央，這裡水深流急，除非他們能盡快摸到下一塊石頭，否則將落水溺亡，他們知道這一點。」[25][26]